# TechnipFMC
TechnipFMC est une entreprise multinationale du secteur de l'industrie de l'énergie basée au Royaume-Uni. L'entreprise a été formée par la fusion de FMC Technologies, aux États-Unis et de Technip, en France, qui a été annoncée en 2016 et achevée en 2017.

## Histoire

### 2017: création du groupe TechnipFMC
TechnipFMC est née de la fusion de FMC Technologies, une filiale de FMC Corporation, et de Technip. Le 17 janvier 2017, la nouvelle entreprise a annoncé qu'elle fonctionnerait comme une entité unifiée après l'achèvement de la fusion, qui a créé un nouvel acteur dans l'industrie de l'énergie en proie à des difficultés après deux ans d'effondrement des prix du pétrole. La société dispose de trois sièges à Houston, Paris et Londres. Le directeur général est Doug Pferdehirt et le président exécutif est Thierry Pilenko jusqu'au 1er mai 2019.
L'entreprise est impliquée notamment dans les projets Prelude FLNG en Australie et Statoil Trestakk Oil Field Development en Norvège entre autres.

### 2019: annonce de la scission de TechnipFMC
En août 2019, deux ans seulement après sa création, Doug Pferdehirt annonce que TechnipFMC sera divisée en deux entreprises d'ingénierie indépendantes. La scission sera complétée à la fin du premier semestre de 2020. L'ancienne entité Technip, dégarnie des activités Subsea et de sa flotte, sera renommée Technip Energies et sera basée à Paris, alors que l'ancienne entité FMC Technologies renforcée des activités Subsea et de la flotte de bateaux gardera le nom TechnipFMC et sera basée à Houston. Le 15 mars 2020, le groupe annonce la suspension de la scission en raison des conditions de marché dans le contexte de la pandémie de Covid-19. Le 2 octobre, Arnaud Pieton est nommé président et directeur général désigné de Technip Energies. En février 2021, la scission est finalisée avec la cotation de Technip Energies.

## Principaux actionnaires
Au 28 octobre 2021 : 
| T. Rowe Price Associates (Investment Management) | 8,61% |
| Bpifrance Investissement                         | 5,48% |
| Pzena Investment Management                      | 5,00% |
| The Vanguard Group                               | 4,38% |
| Caisse de dépôt et placement du Québec           | 3,43% |
| Norges Bank Investment Management                | 3,13% |
| Fidelity Management & Research                   | 3,03% |
| Vaughan Nelson Investment Management             | 2,94% |
| Van Eck Associates                               | 2,92% |
| Amundi Asset Management US (Crédit agricole)     | 2,55% |

## Organisation
TechnipFMC agit sur trois segments distincts : subsea, Offshore / Onshore et projets de surface. Ces projets comprennent l'exploration offshore de pétrole et de gaz, des plates-formes d'extraction, des raffineries de pétrole brut et des usines de pétrochimie.
La société est basée à Londres, et a des sièges opérationnels à Houston et à Paris, où ses prédécesseurs avaient leur siège social. Elle dispose de 37 000 salariés de 126 nationalités et opère dans 48 pays. TechnipFMC est cotée au NYSE et à Euronext Paris, et fait partie des principaux indices boursiers, aux États-Unis, le S&P 500 et, en France, le CAC 40. Le gouvernement français détient 4 % du capital de la société.

## Usines de production
TechnipFMC conçoit et fabrique des conduites flexibles et des ombilicaux. L'entreprise possède quatre usines de fabrication de conduites flexibles de pointe situées en France, au Brésil et en Malaisie. Technip Umbilicals (entité spécialisée dans l'ombilicaux et les solutions sous-marines) dispose de quatre sites de production : au Royaume-Uni, aux États-Unis, en Angola et en Malaisie. TechnipFMC en Inde a également inauguré en janvier 2017 un yard de fabrication de modules à Dahej dans l'État de Gujarat, situé dans l'Ouest de l'Inde.

### Controverse
En 2019, alors que le groupe TechnipFMC annonce la perte de 1,9 milliard de dollars en 2018, son PDG, Thierry Pilenko, quitte l'entreprise et se voit attribuer des primes de départ de 14 millions d’euros. Certains syndicats et élus jugent « inacceptable » le versement de ces fortes indemnités,. Ce départ accentue le malaise lié aux conditions de la fusion avec FMC : d'abord parce que FMC était deux fois plus petit que Technip. Ensuite parce que la direction générale du nouveau groupe est revenue non pas un à Français mais à un Américain. Par ailleurs le comité exécutif de TechnipFMC ne compte plus que trois ex-Technip sur onze membres. Thierry Pilenko se voit reprocher d'avoir, lors de la fusion, favorisé la partie américaine. Privés de perspectives de carrière, plusieurs hauts dirigeants de l'ex-Technip quittent alors le groupe. Selon certains observateurs, son départ acte la prise de pouvoir par les Américains dans TechnipFMC.

## Corruption
En juin 2019, TechnipFMC accepte de payer 301,3 millions de dollars aux autorités américaines et brésiliennes dans le cadre d'un accord de règlement global d'enquêtes sur des soupçons de corruption au Brésil.
L'entreprise reconnait en 2023 des pratiques de corruption au Ghana et en Guinée équatoriale et accepte de payer 179,45 millions d’euros d’amendes aux autorités françaises pour éviter des poursuites. Sa filiale Technip Energies écope quant à elle d'une amende de 29,45 millions d'euros dans la même affaire.

## Flotte
TechnipFMC possède et exploite 21 navires et 4 sont en construction. Ces grands navires sont utilisés pour l'installation de systèmes d'extraction de pétrole sous-marins sur le fond marin. Ils sont de quatre catégories : 

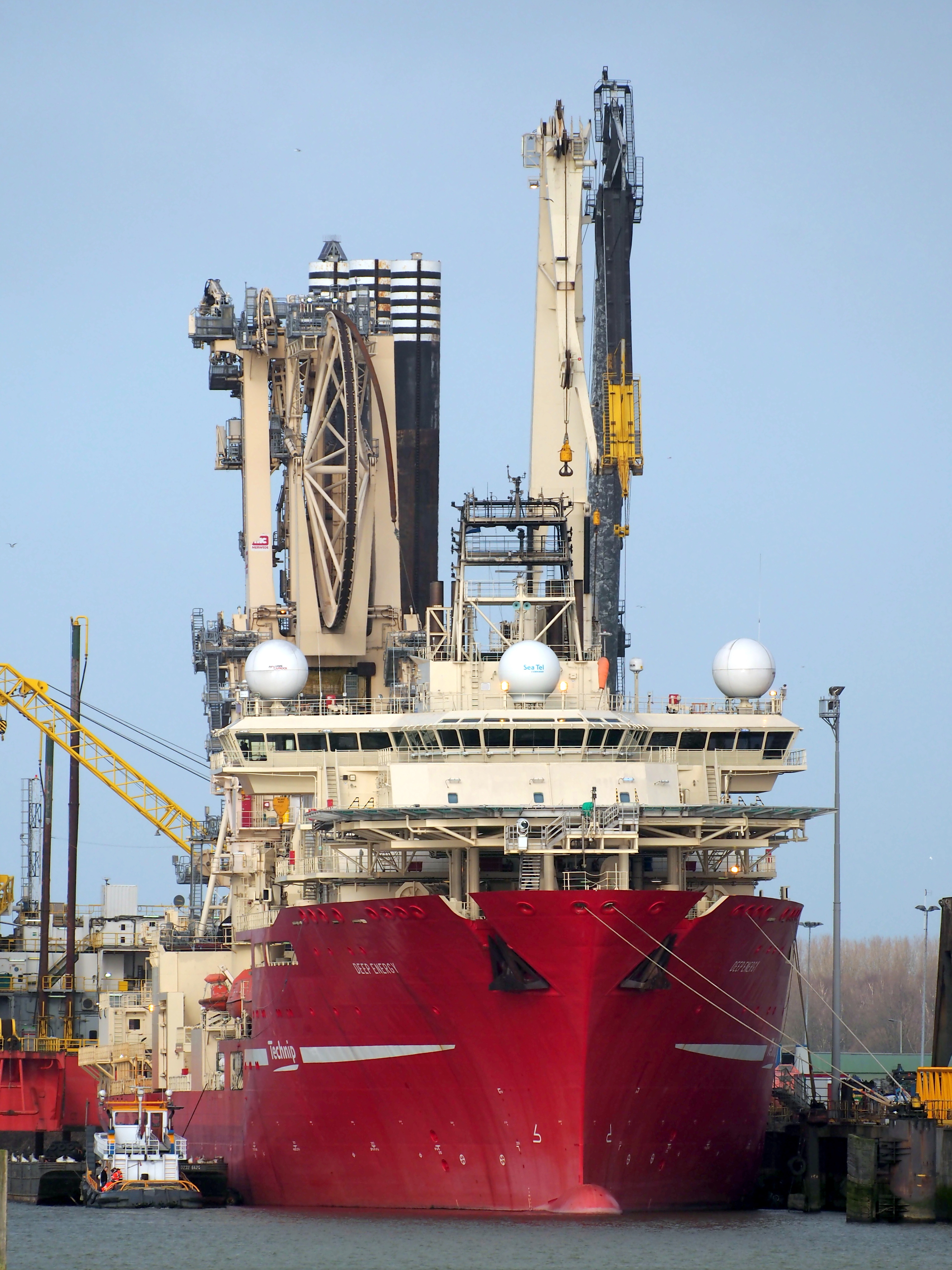
Deep Energy

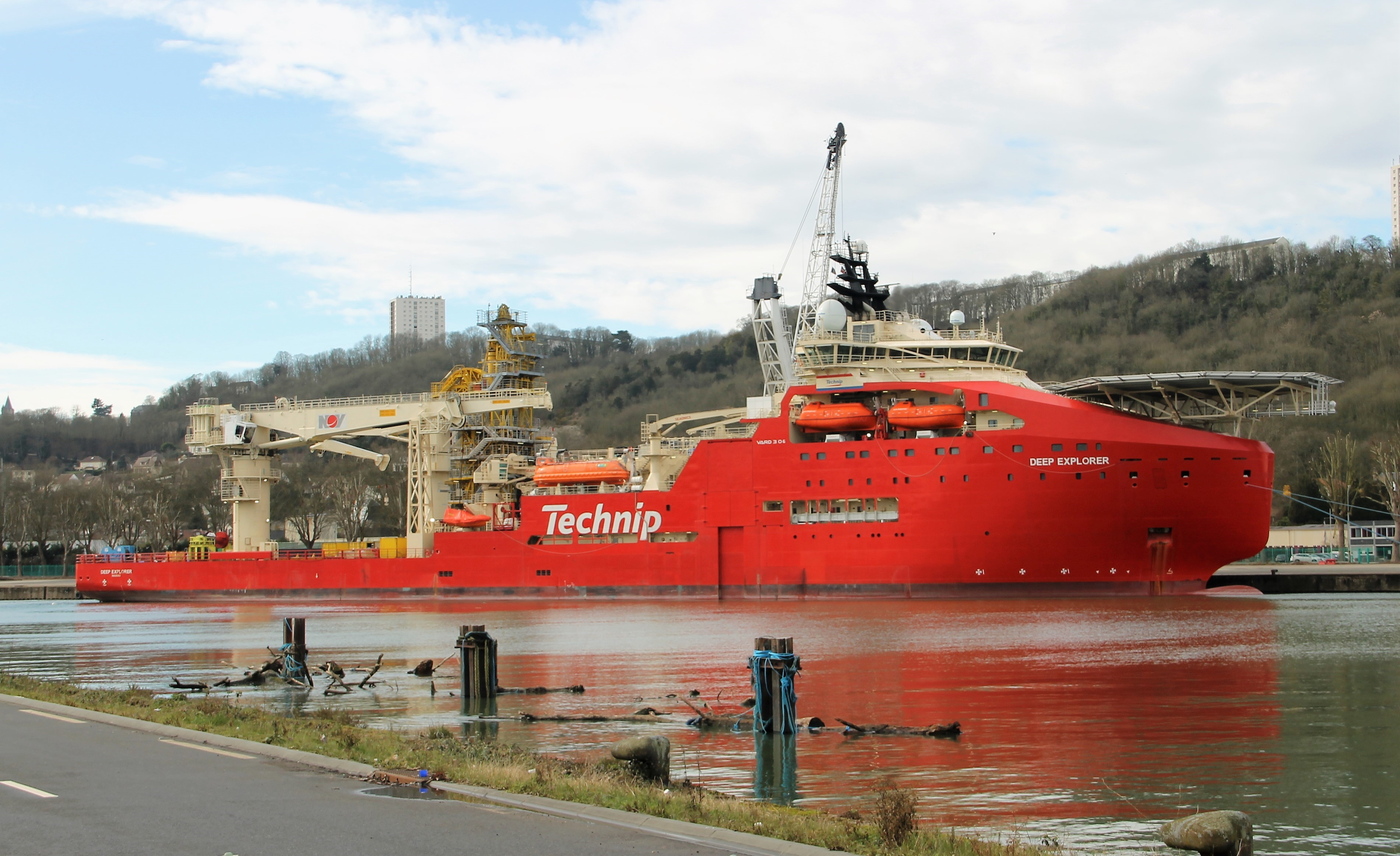
Deep Explorer

Navire poseur de canalisations flexibles et de construction :
- Deep Orient
- Deep Star
- North Sea Atlantic

Navires de soutien à la plongée et multi-support :
- Deep Arctic
- Deep Explorer
- Deep Discoverer

Navire poseur de canalisations rigides S-Lay et de transport lourd :
- Global 1200

Navire poseur de canalisations rigides à enrouleur et J-Lay :
- Apache II
- Deep Blue
- Deep Energy

Il emploie aussi des navires de la compagnie norvégienne DOF ASA, comme les Skandi Africa, Skandi Açu, Skandi Búzios, Skandi Vitória...